# Агим Рамадани
Агим Рамадани (Жегра, 3. мај 1963 — Кошаре, 11. април 1999) био је албански сепаратиста и паравојни командант. Најпре је био официр Југословенске народне армије, а потом један од заповедника сецесионистичке Ослободилачке војске Косова (ОВК), који је погинуо у бици на Кошарама.

## Биографија
Рођен је 3. маја 1963. године у селу Жегра. Његова породица пориче са планине Карадак, тачније из села код Прешева. У родном селу је завршио основну школу, а потом Средњу техничку школу у Гњилану. Учествовао је у демонстрацијама и немирима на Косову и Метохији 1981. године, због чега је избачен из школе и осуђен на два месеца затвора.
У Загребу је завршио Војну академију и постао официр Југословенске народне армије. ЈНА је напустио одмах по избијању рата у Хрватској 1991. године, а у децембру 1992. године одлази у Швајцарску. Оженио се Шукријом и добио синове Џетона и Едона, те кћерку Лорину. У Швајцарској се упознао са албанским емигрантима који су припремали терористичке акције на Косову и Метохији.
На пролеће 1998. године, одлази у Албанију са групом албанских екстремиста и тамо пролази обуке за акције. Границу СРЈ прелази илегално 24. јуна и делује на простору Метохије, под директном командом Рамуша Харадинаја. У августу и септембру, Рамаданијева група је извршила два напада на југословенске граничаре и том приликом убила неколико десетина војника.
Рамадани је 30. септембра са својом групом организовао заседу у рејону карауле Кошаре, у којој су убијена шесторица припадника 53. граничног батаљона: Милош Павловић (32), Владимир Радоичић (19), Илија Павловић (19), Мирослав Јоцић (30) и Миладин Гобељић (20).
На Велики петак 9. априла 1999. године, предводио је 138. бригаду ОВК у нападу на караулу Кошаре. Погођен је снајперским метком 11. априла и погинуо на месту.

## Наслеђе
Постхумно му је додељено признање "херој Косова". Власти једнострано проглашене и делимично признате Републике Косово активно граде култ Рамаданија, кроз подизање његових споменика и бисти, именовањем улица (једна од главних улица у Приштини носи његово име).

Голд АГ, албански репер из Србије, посветио му је песму Armikut si perulet („За непријатеље лу̑к”; „Устрелитељ непријатеља”).
- Улица Агима Рамаданија у Приштини
- Школа која носи име Рамаданија у Гњилану
- Биста Агима Рамаданија испред школе у Гњилану, која носи његово име
- Споменик Рамаданију на тргу са његовим именом у Гњилану